# Gabe Saporta
Gabriel Eduardo Saporta, más conocido como Gabe Saporta (Montevideo, 11 de octubre de 1979) es un cantante y músico uruguayo nacionalizado estadounidense, exlíder y vocalista de las bandas Midtown y Cobra Starship.

## Biografía
Gabriel Saporta nació en Montevideo, Uruguay. Su familia se mudó a Estados Unidos cuando tenía tres años, se establecieron en Queens, Nueva York donde su padre vendió pañuelos en las calles durante siete años mientras que reiniciaba su carrera de medicina. Cuando terminó la carrera, se mudaron a Springfield, Nueva Jersey cuando Gabe tenía doce. A la edad de quince años, sus padres se divorciaron y él se fue a vivir con su padre.
Saporta disfrutaba asistiendo a conciertos con sus amigos hasta que consideraron formar una banda y realizar conciertos a nivel local. Crecieron en popularidad en su pequeña ciudad y asistían a sus conciertos cada semana hasta 500 personas. Saporta después se unió a otra banda, Humble Beginnings.
Asistió a la escuela Solomon Schechter Day School of Essex and Union en West Orange, Nueva Jersey.
Ha hecho un cameo en la serie estadounidense Gossip Girl, en el último capítulo de la quinta temporada.

## Discografía

### Humble Beginnings
- 5 Song Demo Tape (1996)
- Overanalyzing the Manifestations of the Unconscious (1998)

### Midtown
- Sacrifice of Life EP (1998)
- Save the World, Lose the Girl (2000)
- Living Well Is the Best Revenge (2002)
- Forget What You Know (2004)
- Punk Goes 80's (2005)

### Cobra Starship
- While the City Sleeps, We Rule the Streets (2006)
- ¡Viva la Cobra! (2007)
- Hot Mess (2009)
- Night Shades (2011)